# 大和郡山市立平和小学校
大和郡山市立平和小学校（やまとこおりやましりつ へいわしょうがっこう）は、奈良県大和郡山市美農庄町にある公立小学校。

## 沿革
- 1873年(明治6年) - 敬業館を上三橋村の寺院を借りて設置。上三橋・下三橋を小学区とする。
- 1873年(明治6年) - 誠隆舎を若槻村の寺院を借りて設置。若槻・大江・番匠田中・井戸野・美濃庄・稗田・中城・発志院・白土を小学区とする。
- 1874年(明治7年) - 学校創立
- 1903年(明治36年) - 平和尋常高等小学校と改称する。
- 1941年(昭和16年) - 平和村立平和国民小学校と改称する。
- 1947年(昭和22年) - 平和村平和小学校と改称する。
- 1953年(昭和28年) - 郡山町立平和小学校と改称する。
- 1954年(昭和29年) - 市制施行に伴い大和郡山市立平和小学校と改称する。

## 学区
大和郡山市上三橋町、下三橋町、若槻町、大江町、番匠田中町、井戸野町、美濃庄町、稗田町、番条町の一部

## 進学先の中学校
- 大和郡山市立郡山東中学校[2]

## 交通アクセス
- 最寄り駅 - 西日本旅客鉄道（JR西日本）大和路線 郡山駅から1.7km　徒歩22分。
- 最寄りのバス停 - 「美濃庄町西」バス停（奈良交通・大和郡山市コミュニティバス）から約218m　徒歩3分。